# Малая Чура
Малая Чура — село в Кукморском районе Татарстана. Входит в состав Село-Чуринского сельского поселения.

## География
Находится в северо-западной части Татарстана на расстоянии приблизительно 24 км на северо-запад по прямой от районного центра города Кукмор у речки Бурец.

## История
Известно с 1683 года, упоминалась также как Сюра. Относится к числу населенных пунктов, где проживают кряшены.

## Население
Постоянных жителей было: в 1782 — 38 душ мужского пола в 1859—127, в 1897—224, в 1908—253, в 1920—275, в 1926—329, в 1938—343, в 1949—310, в 1958—278, в 1970—320, в 1979—285, в 1989—227, 247 в 2002 году (кряшены 37 %, татары 48 %, фактически большинство кряшены), 239 в 2010.